# 스미스 & 웨슨
스미스 & 웨슨(Smith & Wesson)은 미국 최대의 권총 생산업체이다. 1852년 호러스 스미스, 대니얼 B. 웨슨이 설립했다.